# اونور اونلوچیفچی
اونور اونلوچیفچی (انگلیسی: Onur Ünlüçifçi؛ زادهٔ ۲۴ آوریل ۱۹۹۷) بازیکن فوتبال اهل آلمان است.
از باشگاه‌هایی که در آن بازی کرده‌است می‌توان به باشگاه فوتبال وورتسبورگ کیکرز اشاره کرد.